# Jeff Wayne’s Musical Version of the War of the Worlds
Jeff Wayne’s Musical Version of the War of the Worlds ist ein Konzeptalbum des US-amerikanischen Musikers Jeff Wayne aus dem Jahre 1978, in dem die Geschichte von H.G. Wells „Der Krieg der Welten“ erzählt wird.

## Über das Album

### Originalveröffentlichung
Richard Burton spricht die Hauptrolle George Herbert, den Journalisten (der Name wurde erst für die Live-Aufführungen gewählt und ist eine Anlehnung an Herbert George Wells, den Autor des Romans), der durch die Geschichte führt und die Handlung erzählt. Andere Mitwirkende sind Justin Hayward, Chris Thompson, Phil Lynott, David Essex und Julie Covington.
Die Liedtexte wurden von Jeff Wayne, Gary Osborne und Paul Vigrass geschrieben. Die gesprochenen Dialoge des Erzählers wurden von Doreen und Jerry Wayne geschrieben, basierend auf dem Text des Buches. The Eve of the War gesungen von Chris Thompson und Forever Autumn, gesungen von Justin Hayward, wurden als Single veröffentlicht und waren in den Top 10 der britischen Hitparade.
Peter Goodfellow, Geoff Taylor und Mike Trim zeichneten für das Album einige Bilder, um die Geschichte zu veranschaulichen.
Der Schrei der Marsianer Ulla-a-a…! zieht sich als Leitmotiv durch das ganze Album.
Zwei spanische Versionen des Albums sind bereits 1978 erschienen, in einer davon spielt Anthony Quinn die Rolle des Journalisten. Die Lieder blieben aber im Original. 1980 kam eine deutsche Version auf den Markt, mit Curd Jürgens in der Hauptrolle. Kurz zuvor wurde das Album durch eine zweiteilige Sendung des Radiosenders SWF3 bekannt, in der der Moderator Frank Laufenberg die gesamten Sprechparts auf Deutsch übernahm.

### Auszeichnungen
Das Album erwies sich mit weltweit mehr als 13 Millionen verkauften Einheiten als kommerzieller Erfolg. Es kam in 22 Ländern in die „Top 10“ der Hitparade und erreichte in elf davon den ersten Platz. In der britischen Hitparade war es 300 Wochen in der Albumhitparade. Das Album wurde mehrfach mit Gold und Platin ausgezeichnet. In Großbritannien erhielt es zwei „Ivor Novello Awards“ und in den USA wurde es 1980 als The Best Recording In Science Fiction And Fantasy ausgezeichnet.

## Titelliste
| LP Seite A 1. The Eve of the War – 9:07 2. Horsell Common and the Heat Ray – 11:36 Seite B 1. The Artilleryman and the Fighting Machine – 10:36 2. Forever Autumn – 7:43 3. Thunder Child – 6:10 | Seite C 1. The Red Weed, Part 1 – 5:55 2. Parson Nathaniel – 1:55 3. The Spirit of Man – 9:46 4. The Red Weed, Part 2 – 6:51 Seite D 1. Brave New World – 12:13 2. Dead London – 8:37 3. Epilogue, Part 1 – 2:42 4. Epilogue, Part 2 (NASA) – 2:02 |

CD
| CD Eins 1. The Eve of the War – 9:07 2. Horsell Common and the Heat Ray – 11:36 3. The Artilleryman and the Fighting Machine – 10:36 4. Forever Autumn – 7:43 5. Thunder Child – 6:10 | CD Zwei 1. The Red Weed, Part 1 – 5:55 2. The Spirit of Man – 11:45 3. The Red Weed, Part 2 – 6:51 4. Brave New World – 12:13 5. Dead London – 8:37 6. Epilogue, Part 1 – 2:42 7. Epilogue, Part 2 (NASA) – 2:02 |

| - Richard Burton († 1984) – (George Herbert, the Journalist) - David Essex – (The Artilleryman) - Phil Lynott († 1986) – (Parson Nathaniel) - Julie Covington – (Beth) - Justin Hayward – (The Sung Thoughts of The Journalist) - Chris Thompson – (The Voice of Humanity) - Jerry Wayne – (NASA Voice) - Paul Vigrass, Gary Osborne, Billy Lawrie – Hintergrundgesang | - Ken Freeman, Jeff Wayne – Keyboards - Chris Spedding – Gitarre - Jo Partridge – Gitarre (The Heat Ray) - George Fenton – Santur, Zither, Tar - Herbie Flowers – Bass Guitar - Barry Morgan – Schlagzeug - Barry da Souza, Roy Jones, Ray Cooper – Perkussion |

### Alternative Versionen
1980 erschien das Musical in einer deutschen Version Jeff Wayne’s Musik-Version von der Krieg der Welten, bei der die gesprochenen Abschnitte des Hauptcharakters George Herbert (im Original von Richard Burton gesprochenen Textpassagen) durch deutschen Text, gesprochen von Curd Jürgens, ersetzt wurden. Die Musikaufnahmen von 1978 blieben unangetastet und wurden unverändert in die deutsche Version übernommen.
1981 erschien das ursprüngliche Doppelalbum in gekürzter Fassung als Einfachalbum als Highlights from Jeff Wayne’s Musical Version of The War of the Worlds, mit gekürzten Versionen der markantesten Titel des Musicals und bis auf zwei Ausnahmen ohne den Text des Erzählers.
1995 wurde eine Spezialausgabe des Albums mit zusätzlichen Remixes veröffentlicht.
Im Jahr 2000 erschien das Album Jeff Wayne’s Musical Version of the War of the Worlds ULLAdubULLA – The Remix Album. Auf den beiden CDs sind zahlreiche Remixe der Lieder des Original-Albums. Auf der zweiten CD mit dem Titel ULLAdubULLAdubULLA sind die längeren Fassungen der Remixe von der ersten CD.
Im Juni 2005, passend zum Start des Spielberg-Filmes Krieg der Welten, wurde das Album digital überarbeitet, neu abgemischt und remastert als Doppel-SACD inklusive einer 5.1-Abmischung erneut auf den Markt gebracht. Gleichzeitig wurde auch die 7-Disc Collector’s Edition veröffentlicht. Auf den CDs der Sammlerausgabe findet sich das Original-Album in der 2005er SACD-Ausgabe, eine CD mit den besten Remixen 1979–2005, drei CDs mit Outtakes und anderen Raritäten und eine DVD mit Making of. Diese Wiederveröffentlichung gehörte zu den erfolgreichsten des Jahres 2005. Mehr als 500.000 Einheiten wurden verkauft und das Album mit Platin ausgezeichnet.
Das Album ULLAdubULLA erschien in limitierter Auflage und wurde bald nicht mehr hergestellt, deshalb wurde im April 2006 Jeff Wayne’s Musical Version of the War of the Worlds ULLAdubULLA II – The Remix Album veröffentlicht. Es enthält alte und neue Remixe, unter anderen von Tom Middleton sowie Hip-Hop-Versionen von DJ Zube.
Am 4. Juni 2007 erschien eine neue Version der Highlights from Jeff Wayne’s Musical Version of the War of the Worlds, mit der Audioqualität der 2005er SACD-Ausgabe und dem Bonustrack The Spirit of Man 2007 Mix. Über ITunes oder Napster konnte das Musikvideo zur Single heruntergeladen werden.

## Live-Aufführungen
Im April 2006 wurde das Musical erstmals live aufgeführt. Richard Burton schwebte dabei als riesiger 3D-CGI-Hologramm-Kopf über der Bühne. Um das zu realisieren, wurde über eine Fotografie des jungen Richard Burton die Mimik eines Schauspielers beim Sprechen von Burtons Text gelegt, der synchron zu den originalen Sprachaufnahmen Burtons dem Hologramm seine Lebendigkeit verlieh. Dadurch entstand der Eindruck, als ob der junge Richard Burton selbst die Originalaufnahmen vor laufender Kamera gesprochen hätte. Auch andere Mitwirkende aus dem Original-Album waren dabei, wie Justin Hayward und Chris Thompson. Alexis James übernahm die Rolle des Artilleristen, Russell Watson die des Pfarrers Nathaniel und Tara Blaise spielte Beth. Selbst in der zehnköpfigen Black Smoke Band waren einige Musiker des Original-Albums dabei. Während der Show wurde eine zehn Meter große, dreibeinige Kampfmaschine auf die Bühne herabgelassen, die mit Licht und Pyrotechnik am Musical teilnahm. Hinter der Bühne befand sich eine zehn Meter breite Leinwand, auf der ein 95-minütiger CGI-Film lief. Anders als in der Albumversion gab es vor The Eve of the War eine kleine Einleitung, in der die Marsmenschen von ihren Problemen vom immer schlechteren Leben auf dem Mars erzählen und als Lösung die Invasion der Erde sehen sowie kürzere Textpassagen bei Forever Autumn und Thunder Child für die Rolle von Carrie (die Frau des Journalisten) hinzugefügt, welche von Anna-Marie Wayne gespielt werden.
Jeff Wayne persönlich dirigierte die Band und das 48-köpfige Streichorchester ULLAdubULLA-Strings.
Die Show in der Londoner Wembley Arena wurde gefilmt und am 6. November 2006 auf DVD veröffentlicht. Die erste DVD enthält die komplette Live-Show, die zweite eine Dokumentation über die Entstehung der Show. Der Titel der DVD ist Jeff Wayne’s Musical Version of the War of the Worlds – LIVE on Stage.
Im September 2007 gab es eine Live-Tournee mit Auftritten in Neuseeland und Australien mit folgender Besetzung:
- Richard Burton – (George Herbert, the Journalist) (Hologramm)
- Michael Falzon – (The Artilleryman)
- Shannon Noll – (Parson Nathaniel)
- Rachael Beck – (Beth)
- Justin Hayward – (The Sung Thoughts of The Journalist)
- Chris Thompson – (The Voice of Humanity)

Im Dezember 2007 fand eine Live-Tournee in Großbritannien mit folgender Besetzung statt:
- Richard Burton – (George Herbert, the Journalist) (Hologramm)
- Alexis James – (The Artilleryman)
- John Payne – (Parson Nathaniel)
- Sinèad Quinn – (Beth)
- Justin Hayward – (The Sung Thoughts of The Journalist)
- Chris Thompson – (The Voice of Humanity)

Zwischen Juni und Juli 2009 gab es eine weitere Live-Tournee in Großbritannien, den Niederlanden und einen Auftritt in Oberhausen, Deutschland. Die Tournee wurde mit folgenden Personen besetzt:
- Richard Burton – (George Herbert, the Journalist) (Hologramm)
- Alexis James – (The Artilleryman)
- Shannon Noll (der kurzfristig von Damien Edwards ersetzt wurde) – (Parson Nathaniel)
- Jennifer Ellison – (Beth)
- Justin Hayward – (The Sung Thoughts of The Journalist)
- Chris Thompson – (The Voice of Humanity)

2010/2011 gab es die letzte Liveshow von The War of the Worlds – Alive on Stage!, die zwar auch für Europa angesetzt wurde, aufgrund einer Verletzung von Jeff Wayne aber letztlich abgesagt wurde. Die Tournee wurde mit folgenden Personen besetzt:
- Justin Hayward – (The Sung Thoughts of The Journalist)
- Liz McClarnon – (Beth)
- Rhydian – (Parson Nathaniel)
- Chris Thompson – (The Voice of Humanity)
- Jason Donovan – (The Artilleryman)

## Jeff Wayne’s Musical Version of the War of the Worlds – The New Generation
2012 erschien eine neue Version des Musicals unter dem Titel: Jeff Wayne’s Musical Version of the War of the Worlds – The New Generation, bei der die Sprechrolle des George Herbert durch Liam Neeson sowie die Lieder von neuen Künstlern aufgenommen wurden. Zudem wurde die komplette musikalische Umsetzung modernisiert und überarbeitet.

### Neubesetzung
- Liam Neeson – (George Herbert, the Journalist)
- Ricky Wilson – (The Artilleryman)
- Maverick Sabre – (Parson Nathaniel)
- Joss Stone – (Beth)
- Gary Barlow – (The Sung Thoughts of The Journalist)
- Alex Clare – (The Voice of Humanity)

Seit November 2012 gibt es eine neue Live-Tournee mit dem Titel The War of the Worlds: The New Generation – Alive on Stage! Die Überarbeitung begann am 18. November 2011 in Zusammenarbeit mit Sony Music. Änderungen sind in der Hauptsache der Hauptcharakter George Herbert, the Journalist, der nun von Liam Neeson gesprochen und als 3D-CGI-Hologramm dargestellt wird. Des Weiteren wurden die Filmsequenzen angepasst und neu erstellt, in denen Liam Neeson als George Herbert zu sehen ist. In Deutschland war die New Generation-Tournee ab 2013 zu sehen.

### Tourneebesetzung
- Liam Neeson – (George Herbert, the Journalist) (Projektion)
- Jason Donovan – (Parson Nathaniel)
- Ricky Wilson – (The Artilleryman)
- Kerry Ellis – (Beth)
- Will Stapleton – (The Voice of Humanity)
- Marti Pellow – (The Sung Thoughts of The Journalist)[4]

## Spiele
1984 erschien für den Spectrum das erste Videospiel des Musicals. In „Jeff Wayne’s Video Version of the War of the Worlds“ erlebt der Spieler die Geschichte des Albums mit der Original-Musik. Der Spieler muss von der Horsell-Weide flüchten, Carrie in London suchen und dem Roten Unkraut entkommen.
1998 kam das Computerspiel von Jeff Wayne's Musical Version of the War of the Worlds, entwickelt von Rage Software, auf den Markt. Jeff Wayne komponierte für das Computerspiel 45 Minuten Musik (Remixe) in einem elektronischen Stil mit Techno-Beats.
Im Jahr 2000 erschien eine Umsetzung für die Playstation.
Am 16. Februar 2011 veröffentlichte zgames zu Jeff Waynes Musical-Version von Krieg der Welten ein Minigame-Abenteuer für iOS (iPod Touch, iPhone, iPad). Das Abenteuer besteht aus zwölf Minispielen, die zwölf Episoden der Geschichte thematisieren. Die Minigames wurden in Zusammenarbeit mit Jeff Wayne entwickelt und enthalten Musik, Geräusche und einige Dialoge und Szenen aus dem Musical. Die Grafik basiert auf den Illustrationen und 3D-Modellen der Live-Show.

## Fernsehsendungen, DVDs und Blu-ray Discs
- 2006: Jeff Wayne's Musical Version of The War of the Worlds – Live on Stage! (DVDs von Universal)
- 2007: The War of the Worlds: Live on Stage! (TV-Special, Australien)
- 2013: Jeff Wayne's Musical Version of The War of the Worlds – The New Generation – Alive from the O2 (DVDs und BDs von Universal)